# Fubon Financial Holding
Fubon Financial Holding — тайваньская холдинговая компания, в её холдинг входят банк Taipei Fubon Commercial Bank, несколько страховых компаний и компании, предоставляющие финансовые услуги. Является основным акционером Taiwan Mobile, крупнейшего мобильного оператора Тайваня.
Компания по страхованию имущества Fubon была основана в 1961 году Цай Ваньцаем, младшим братом Цай Ваньлиня и Цай Ваньчуня, основавших Cathay Financial Holding. В 1979 году компания отделилась от Cathay. В 2001 году была создана холдинговая компания Fubon Financial Holding. В руководстве холдинга и его составляющих основные роли играют сыновья Цай Ваньцая, Ричард и Даниэль Цай, им принадлежит по 3 % акций компании. Семья Цай считается одной из самых богатых на Тайване.
Основные составляющие Fubon Financial Holding:
- Fubon Life Insurance Co., Ltd. — страхование жизни, основана в 1987 году как тайваньский филиал Aetna, собственная компания по страхованию жизни была основана в 1993 году, в 2009 году она поглотила филиал Aetna; выручка NT$ 719 млрд.
- Taipei Fubon Commercial Bank Co., Ltd. — банк, основан в 1969 году властями Тайбея, в 1995 году был частично приватизирован и стал национальным, в 1999 году приватизирован полностью, в 2002 году вошёл в состав Fubon Financial Holding; выручка NT$ 49,7 млрд, активы NT$ 3,29 трлн[4].
- Fubon Bank (Hong Kong) Limited — банк в Гонконге, основан в 1970 году, выручка 1,53 млрд гонконгских долларов ($197 млн).
- Fubon Bank (China) Co., Ltd. — банк в КНР, основан в 1997 году; выручка 1,6 млрд юаней ($242 млн).
- Fubon Insurance Co., Ltd. — страхование, основана в 1961 году, выручка 43 млрд.
- Fubon Hyundai Life Insurance — страхование, куплена в 2018 году, выручка 3,26 трлн южнокорейских вон ($2,96 млрд).
- Fubon Securities Co., Ltd. — операции с ценными бумагами, основана в 1988 году; выручка NT$ 10,2 млрд.
- Fubon Securities Investment Services Co., Ltd. — основана в 1987 году.
- Fubon Futures Co., Ltd. — основана в 1998 году.
- Fubon Asset Management Co., Ltd. — управление активами, основана в 1992 году.
- Fubon Direct Marketing Consulting Co., Ltd. — основана в 1997 году
- Fubon Financial Holding Venture Capital Corp. — венчурное финансирование, основана в 2003 году
- Fubon Sports & Entertainment Co., Ltd. — организация азартных игр, основана в 2007 году
- Fubon AMC, Ltd. — основана в 2004 году